# Xây dựng dự trữ
Xây dựng dự trữ (tiếng Anh: Build to stock), hoặc sản xuất dự trữ, thường được viết tắt là BTS hoặc MTS, là cách tiếp cận sản xuất trước trong đó kế hoạch sản xuất có thể dựa trên dự báo doanh số và/hoặc nhu cầu lịch sử.  BTS thường được kết hợp với các kỹ thuật sản xuất hàng loạt cách mạng công nghiệp, trong đó dự đoán nhu cầu số lượng lớn hàng hóa được sản xuất và dự trữ trong kho.

## Tổng quan
Xây dựng dự trữ thường được coi là một giải pháp thích hợp cho các sản phẩm có ít dòng sản phẩm và thời gian chuyển đổi dài giữa các sản phẩm đắt tiền.
Một số công ty xây dựng tất cả các sản phẩm của họ để đặt hàng trong khi những công ty khác xây dựng chúng để chứng khoán.  Với sự phổ biến rộng rãi của các sản phẩm, có một số nhà sản xuất thực hiện phương pháp lai, trong đó một số mặt hàng được xây dựng để dự trữ và các mặt hàng khác được xây dựng để đặt hàng.
Xây dựng dự trữ đã được thay thế trong nhiều ngành bằng cách xây dựng theo đơn đặt hàng, trong đó các mặt hàng được sản xuất theo đơn đặt hàng cụ thể.